# Grodziec (województwo dolnośląskie)

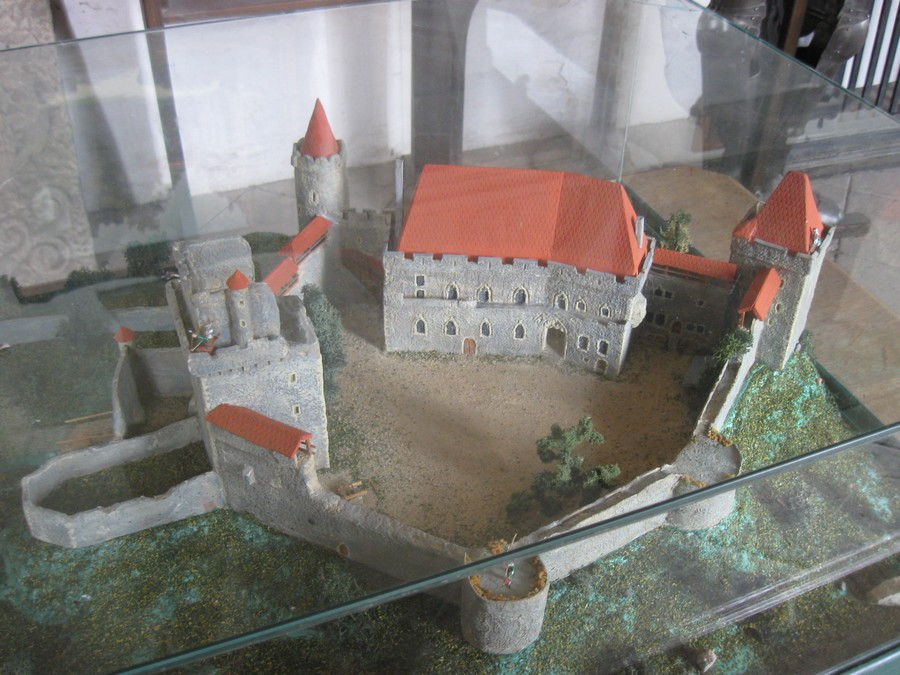
Makieta zamku

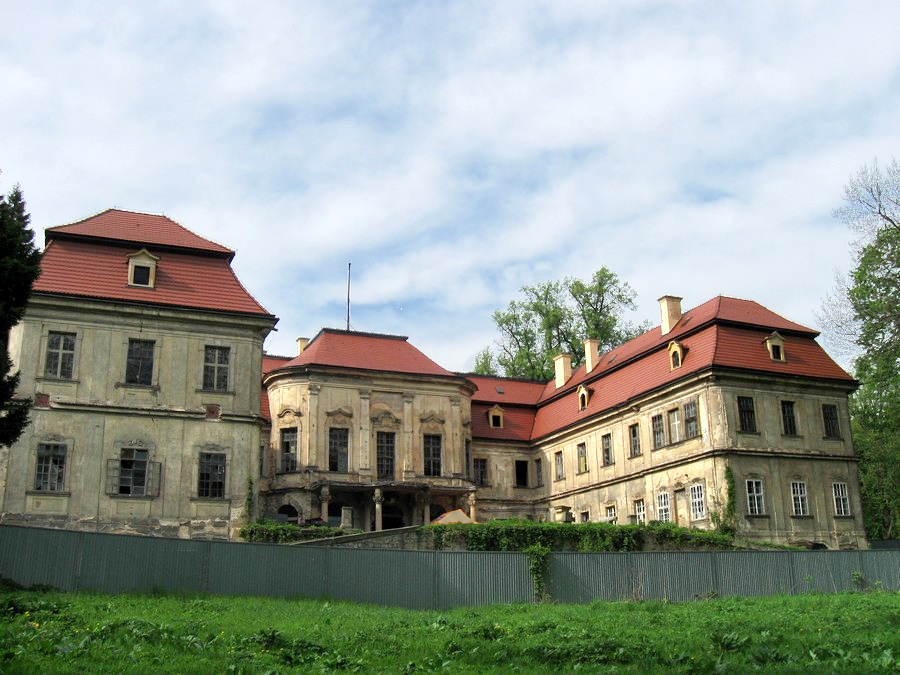
Grodziec - pałac barokowy

Grodziec (niem. Gröditz) – wieś w Polsce położona w województwie dolnośląskim, w powiecie złotoryjskim, w gminie Zagrodno, na Pogórzu Kaczawskim w Sudetach.

## Podział administracyjny
W latach 1975–1998 miejscowość administracyjnie należała do województwa legnickiego.

## Nazwa
Nazwa miejscowości wywodzi się od staropolskiej nazwy grodu. Niemiecki językoznawca Heinrich Adamy swoim dziele o nazwach miejscowości na Śląsku wydanym w 1888 roku we Wrocławiu wymienia jako najwcześniejszą zanotowaną nazwę miejscowości w dokumencie z 1089 roku Grodecz podając jej znaczenie "Burgberg" - "Zamkowa góra".
W księdze łacińskiej Liber fundationis episcopatus Vratislaviensis (pol. Księga uposażeń biskupstwa wrocławskiego) spisanej za czasów biskupa Henryka z Wierzbna w latach 1295–1305 miejscowość wymieniona jest w zlatynizowanej formie Grodyz oraz Groditz. W roku 1613 śląski regionalista i historyk Mikołaj Henel z Prudnika wymienił miejscowość w swoim dziele o geografii Śląska pt. Silesiographia podając jej łacińską nazwę: Gradecius mons castrum.

## Zabytki
Do wojewódzkiego rejestru zabytków wpisane są:
- kościół pw. Narodzenia Najświętszej Marii Panny, z lat 1684-1688, XX w.
- zespół zamkowy, z XV-XX w.[10]
  - zamek Grodziec w stylu późnogotyckim, na którym odbywają się turnieje rycerskie[11]
  - ogród
- zespół pałacowy, z XVIII-XX w.
  - pałac[12]
  - ogród
  - aleja lipowa
- zespół folwarczny
  - rządówka, z 1799 r., z pierwszej połowy XIX w.
  - dom mieszkalny, z 1909 r.
  - dom mieszkalny, z pierwszej połowy XVIII w.
  - budynek mieszkalno-inwentarski, z drugiej połowy XVIII w.
  - budynek gospodarczy, z przełomu XVIII/XIX w.
  - obora I, z przełomu XVIII/XIX w.
  - obora II, z połowy XIX w.
  - obora ze stodołą, z przełomu XVIII/XIX w.
  - stodoła, z przełomu XVIII/XIX w.
  - stodoła dolna, z 1923 r.
  - transformator, z 1930 r.
  - budynek bramny, z 1799 r.
  - ogrodzenie, mur z bramą, z przełomu XVIII/XIX w.